# Judge Dredd (film)

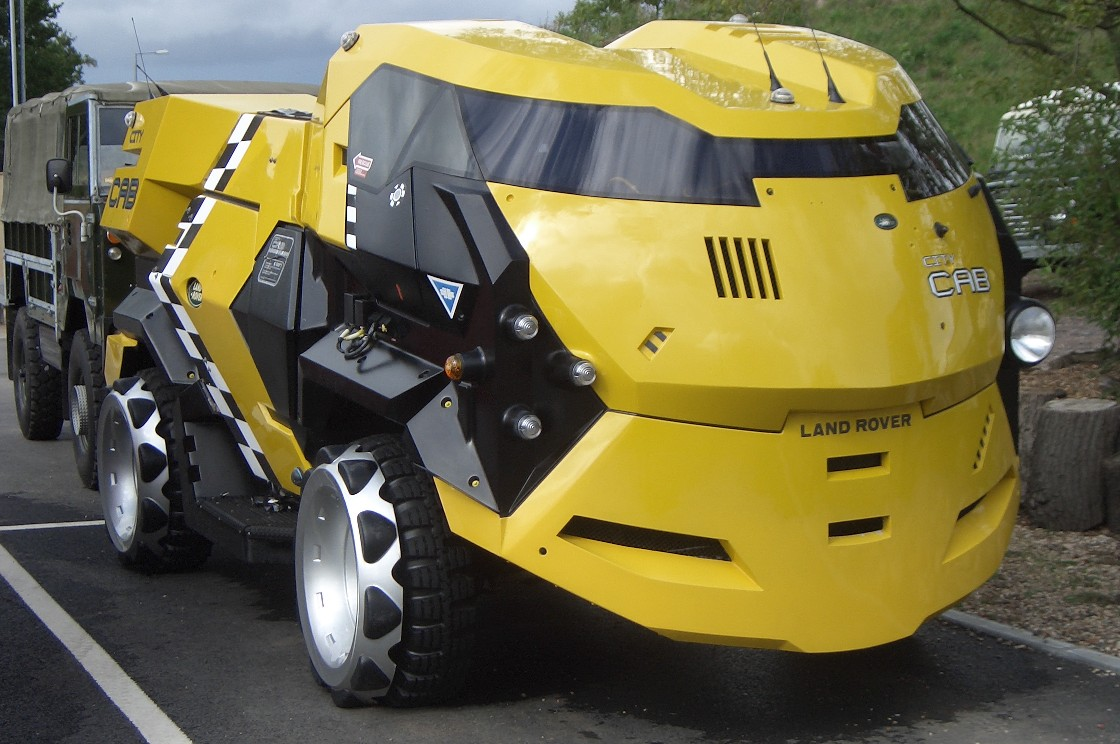
Land Rover Forward Control. Judge Dredd Custom Car (Land Rover Museum, Gaydon (Verenigd Koninkrijk)

Judge Dredd is een Amerikaanse actiefilm uit 1995, gebaseerd op de gelijknamige stripserie. De film werd geregisseerd door Danny Cannon. Hoofdrollen werden vertolkt door Sylvester Stallone, Diane Lane, Rob Schneider, Armand Assante en Max von Sydow.

## Verhaal
De film speelt zich af in een postapocalyptische toekomst. Het grootste gedeelte van de aarde is onbewoonbaar geworden. Mensen leven nu in kolossale steden, zoals Mega City One. De wet wordt in deze steden gehandhaafd door de Judges, elite politieagenten met alle bevoegdheden van een rechter, die criminelen ter plekke veroordelen. De beste van deze Judges is Joseph Dredd.
Dredd wordt door veel Judges, vooral de jonge rekruten, als rolmodel gezien. Toch zijn niet alle mensen blij met hem. Dan krijgt hij op een dag een gewelddadige schietpartij in de schoenen geschoven. Daar het wapen waarmee de schietpartij plaatsvond was afgesteld op Dredds DNA, concludeert men dat hij de dader moet zijn geweest.
Dredd kan ontsnappen en belandt uiteindelijk in de wereld buiten Mega City One. Langzaam ontdekt hij meer over zijn verleden: hij is in werkelijkheid een kloon geschapen via een project genaamd Janus. Dit project werd ooit door de raad van de Judges opgezet in de hoop een super-Judge te maken. Behalve Dredd werd er ook een kloon genaamd Rico gemaakt. Toen die corrupt bleek te zijn en moest worden gearresteerd, werd het project gestaakt.
Dredd ontdekt ook dat Chief Judge Griffin, de leider van de raad, achter alles zit. Hij wil het
Janus-project weer opstarten om zo een leger van supersoldaten te maken die hem zullen gehoorzamen. Om dit te bereiken heeft hij Rico, die hetzelfde DNA heeft als Dredd, de schietpartij laten uitvoeren en zo Dredd laten veroordelen. Terwijl Dredd zich terughaast naar Mega City One, voert Griffin deel twee van zijn plan uit. Hij laat via aanslagen een groot aantal Judges vermoorden om zo de raad te overtuigen het Janus project weer op te starten en het verlies aan Judges aan te vullen. Zodra het project eenmaal gestart is, laat Griffin de hele raad uitmoorden om vrij spel te hebben.
Dredd keert net op tijd terug voor de confrontatie met Rico en Griffin.

## Rolverdeling
| Acteur              | Personage                     |
| ------------------- | ----------------------------- |
| Sylvester Stallone  | Judge Joseph Dredd            |
| Armand Assante      | Rico Dredd                    |
| Rob Schneider       | Herman "Fergie" Ferguson      |
| Diane Lane          | Judge Barbara Hershey         |
| Jürgen Prochnow     | Judge Griffin                 |
| Max von Sydow       | Chief Justice Fargo           |
| Joanna Miles        | Counsel Judge Evelyn McGruder |
| Joan Chen           | Dr. Ilsa Hayden               |
| Balthazar Getty     | Kadet Nathan Olmeyer          |
| Maurice Roëves      | Directeur Miller              |
| Ian Dury            | Geiger                        |
| Mitchell Ryan       | Vardis Hammond                |
| Bradley Lavelle     | Chief Judge Hunter            |
| Lex Daniel          | Kadet Brisco                  |
| Scott Wilson        | Pa Angel                      |
| Christopher Adamson | Mean Machine Angel            |
| Ewen Bremner        | Junior Angel                  |
| Phil Smeeton        | Link Angel                    |
| Peter Marinker      | Counsel Judge Carlos Esposito |
| Angus MacInnes      | Counsel Judge Gerald Silver   |
| Mark Moraghan       | Judge Monroe                  |
| Al Sapienza         | Judge Gellar                  |
| James Remar         | Block Warlord                 |
| James Earl Jones    | verteller (stem)              |

## Achtergrond

### Verhaal
Het verhaal uit de film is grotendeels gebaseerd op de verhaallijn The Day the Law Died van John Wagner. Tevens vertoont het verhaal elementen uit de verhaallijn The Return of Rico.
Bepaalde elementen uit de film waren duidelijk in tegenspraak met de strip. Zo is Judge Dredds gezicht vrijwel de hele film zichtbaar, terwijl dat in de strips eigenlijk nooit gebeurt. Dit was een van de meest gehoorde punten van kritiek bij fans van de stripserie.
Toen de film werd uitgebracht, kreeg hij van de MPAA een R-rating vanwege de gewelddadige scènes.

### Muziek
Componist David Arnold zou oorspronkelijk de muziek voor de film gaan componeren, maar werd uiteindelijk vervangen door Jerry Goldsmith. Goldsmith moest het project echter ook verlaten toen de voorproductie almaar werd uitgesteld. Uiteindelijk kreeg Alan Silvestri de taak.
Het muziekalbum van de film bevat de volgende nummers:
1. Dredd Song - The Cure
2. Darkness Falls - The The
3. Super-Charger Heaven - White Zombie
4. Need-Fire - Cocteau Twins
5. Release The Pressure - Leftfield
Originele muziek door Alan Silvestri
6. Judge Dredd Main Theme - Alan Silvestri
7. Judgement Day - Alan Silvestri
8. Block War - Alan Silvestri
9. We Created You - Alan Silvestri
10. Council Chaos - Alan Silvestri
11. Angel Family - Alan Silvestri
12. New World - Alan Silvestri

### Reacties
De film werd niet al te best ontvangen, met name door fans van de stripserie. Veelgehoorde punten van kritiek waren het feit dat Dredds gezicht werd getoond, het feit dat veel van Dredds ironische humor uit de strip werd weggelaten in de film, en dat de film veel van de “Dredd-mythologie” negeerde. Zo ontwikkelt Dredd in de film een relatie met een vrouwelijke collega, iets wat in de strips duidelijk verboden is voor Judges.
Op Rotten Tomatoes kreeg de film 18% aan positieve reviews en een gemiddelde score van 3.7/10, gebaseerd op 51 reviews.

## Prijzen en nominaties
| jaar | prijs                          | categorie                          | genomineerde(n)               | uitslag     |
| ---- | ------------------------------ | ---------------------------------- | ----------------------------- | ----------- |
| 1995 | Universe Reader's Choice Award | Beste regisseur van een genre film | Danny Cannon                  | gewonnen    |
| 1996 | Saturn Award                   | Beste kostuums                     | Gianni Versace, Emma Porteus  | genomineerd |
| 1996 | Saturn Award                   | Beste make-up                      | Nick Dudman, Chris Cunningham | genomineerd |
| 1996 | Saturn Award                   | Beste sciencefictionfilm           | -                             | genomineerd |
| 1996 | Saturn Award                   | Beste special effects              | Joel Hynek                    | genomineerd |
| 1996 | Golden Raspberry Award         | Slechtste acteur                   | Sylvester Stallone            | genomineerd |